# 자이언트 세이버
자이언트 세이버는 중국산특촬물의 하나로써 중국판으로는 巨神戰擊隊(거신전격대)라는 명칭으로 불린다. 천하무적 아머 히어로에 이어서 대한민국에 수입된 중국산특촬물이 된다. 후속작은 스페이스 가디언이 되며 천하무적 아머 히어로와 함께 중일합작특촬물이고 천하무적 아머 히어로와는 달리 이쪽은 전대물방식을 그대로 따른다. 국내에서는 투니버스와 대교어린이TV에서 방영했으며 지구를 침략한 해족일당에 맞서 초자원 연구소에 소속되어 있는 자이언트 세이버 측이 맞서 싸우는 줄거리로 진행된다.

## 자이언트 세이버의 등장인물
자이언트 세이버는 크게 지구를 수호하는 자이언트 세이버 측과 그들을 도와주는 조력자에 지구를 침략하려드는 적대세력인 해족세력으로 등장인물이 나타난다.

### 자이언트 세이버 측
자이언트 세이버 측의 등장인물은 3갈래로 나뉘는데 인(人)팀의 휴먼가드와 천(天) 팀의 스카이 가드에 지(地)팀의 어스가드로 구분이 된다.

### 자이언트 세이버의 인(人) 팀(휴먼 가드)
본 작의 주요 자이언트 세이버로 모체는 사람이 된다.
- 왕대공(아공)/레드 블레이즈(빨간색, 원숭이): 이작품의 주인공이며 자이언트 세이버 측의 리더가 된다.

- 엄가능(아능)/스틸 더스크(초록색, 멧되지)

- 안평정(아정)/오션 웨이브(하늘색, 상어)

### 자이언트 세이버의 천(天) 팀(스카이 가드)
중반부부터 등장하며 모체는 하늘이고 두 등장인물은 서로 남매이다.
- 서위진(아진)/스카이 썬더(회색, 사자)

- 서풍(아풍)/ 스카이 버드(노란색, 매)

### 자이언트 세이버의 지(地) 팀(어스 가드)
- 일격/얼스 스파(보라색, 용)

### 조력자
- 돈 교관

- 코리나

- 프랭크

- 커니

- 지휘관

### 해족
이작품의 적대 세력으로 샤크스캇 킹이 다스린다. 지구정복을 노리는 외계의 바다에 소속된 종족으로 슈퍼엘프를 호시탐탐 노린다.
- 샤크스팟 킹:이작품의 최종보스가 된다.

- 해족사령관

- 미스 키

- 핀

- 실퍼 카프

- 그레이트 핀

- 몬스터

- 새우병정

## 등장 메카
자이언트 세이버의 등장 메카는 인(人)팀과 천(天)팀에 지(地)팀의 메카로 세분화되어있다. 모두 동물들을 모체로 제작된 기계들이다.

### 인(人)팀의 메카
- 파이어 에이프:레드 블레이즈의 전용 로봇메카로 모체는 원숭이이며 자이언트 세이버로 합체시엔 상반신과 머리를 담당한다.

- 스틸 보어: 스틸 터스크의 전용 로봇메카로 모체는 멧돼지이며 자이언트 세이버로 합체시엔 하반신을 담당한다.

- 오션 샤크: 오션 웨이브의 전용 로봇메카로 모체는 상어이며 자이언트 세이버로 합체시엔 양팔을 담당하고 자이언트 브레이버로 합체시엔 앙쪽의 어깨를 담당한다.

- 골든 옥스: 모체는 황소인 로봇메카로 자이언트 세이버의 오른팔에 무장합체한다.

- 글레이셔 베어: 모체는 북극곰인 로봇메카로 자이언트 세이버의 왼팔에 무장합체한다. 얼음속성의 공격이 주무기로 활용된다.

### 천(天)팀의 메카
- 썬더 라이온:스카이 썬더의 전용 로봇메카로 모체는 사자이며 어썰트 세이버로 합체시엔 양쪽팔을 제외한 전신을 담당한다 자이언트 어썰트 세이버로 합체시엔 자이언트 브레이버뒤에 붙는다.

- 윙 호크:스카이 호크의 전용 로봇메카로 모체는 매이며 어썰트 세이버로 합체시엔 날개와 왼팔을 담당한다. 자이언트 어썰트 세이버로 합체시엔 발에 합체된다.

- 스카이 피닉스: 스카이 호크의 또다른 전용 로봇메카로 모체는 불새이다. 어썰트 세이버로 합체시엔 오른팔을 담당한다. 자이언트 어썰트 세이버로 합체시엔 발에 합체된다.

### 지(地)팀의 매카
- 페럴 울프:얼스 스파의 전용 로봇메카중에 하나이며 모체는 늑대이고 크랙 세이버로 합체시엔 몸통과 양쪽팔을 담당한다. 슈퍼 자이언트 브레이버로 합체시엔 검이 된다.

- 갤럭시 드래곤:얼스 스파의 전용 로봇메카중에 하나이며 모체는 용이고 크랙 세이버로 합체시엔 왼쪽다리를 담당한다. 슈퍼 자이언트 브레이버로 합체시엔 일부는 검에 붙고 일부는 다리에 합체된다.

- 캐논 타이거:얼스 스파의 전용 로봇메카중에 하나이며 모체는 호랑이이고 크랙 세이버로 합체시엔 오른쪽다리가 된다. 슈퍼 자이언트 브레이버로 합체시엔 다리에 합체된다.

- 스파 터틀:얼스 스파의 전용 로봇메카중에 하나이며 모체는 거북이고 크랙 세이버로 합체시엔 몸통에 붙어서 더 강력하게 해준다. 슈퍼 자이언트 브레이버로 합체시엔 방패가 된다.

### 자이언트 세이버의 기본 로봇병사
- 자이언트 세이버:파이어 에이브+스틸 보어+오션 샤크가 합체한 로봇으로 가장 기본적인 1호 메카이다. 지상전이 특기이자 주류이며 초반엔 기본적인 3단합체로도 끝내는 경우가 많았지만 작화가 진행될수록 골든 옥스와 글레이션 베어로 각각 무장합체하여 강화된다. 무기는 자이언트 소드이며 필살기는 십자 파이어가 된다.

- 자이언트 브레이버:기존의 자이언트 세이버+골든 옥스+글레이션 베어가 추가로 무장합체해 강화한 형태이다.

- 어썰트 세이버:썬더 라이온+윙 호크+스카이 피닉스가 합체한 로봇으로 2호메카가 된다. 자이언트 세이버와는 달리 공중전이 특기이자 주류이며 무기는 써먼 미사일과 스카이 피닉스 소드이고 필살기는 라이트 에로우이다.

- 크랙 세이버:페럴 울프+갤럭시 드래곤+캐논 타이거+스파 터틀이 합체한 로봇으로 3호메카가 된다. 힘에 특화된 형태의 로봇으로 무기는 파워 울프검이고 필살기는 풀 문 블레이드가 된다.

### 자이언트 세이버의 초합체 로봇병사
- 자이언트 어썰트 세이버:자이언트 브레이버+어썰트 세이버가 합체한 초거대로봇으로 필살기는 스카이 휴먼 유도탄이 있다.

- 슈퍼 자이언트 브레이버(얼티밋 합체):지아언트 브레이버+어썰트 세이버+크랙 세이버가 합체한 최종합체격의 초거대로봇으로 필살기는 천지인 슈퍼 캐논이다.

- 제네시스 브레이버(얼티밋 합체):자이언트 브레이버+어썰트 세이버+크랙 세이버+자이언트 세이버의 기지인 용마기지까지 모두 최종합체한 로봇으로 마지막화에서만 단 한번 나온 초거대로봇이다. 작품의 최종보스인 샤크스팟 킹을 쓰러뜨릴때만 나오는 로봇이다.